# Ratusz w Kutnie
Ratusz w Kutnie – budowla w stylu klasycystycznym zaprojektowana przez Bonifacego Witkowskiego.
Została wybudowana w latach 1843–1845, na działce ofiarowanej przez ówczesnego dziedzica miasta Feliksa Mniewskiego. 
Budynek stoi przy Placu J. Piłsudskiego, skąd otwiera się długa perspektywa ul. Królewskiej i drogi prowadzącej w kierunku Warszawy. 
W piętrowym ratuszu dominuje czworoboczna wieża z jednoosiowym ryzalitem w fasadzie. Część klasycystycznego wystroju architektonicznego elewacji frontowej usunięto podczas okupacji hitlerowskiej.
Od 1981 ratusz jest siedzibą Muzeum Regionalnego w Kutnie, w którym można obejrzeć pamiątki i dokumenty obrazujące dzieje miasta.